# Deylāvand-e Soflá
Deylāvand-e Soflá (persiska: چَم دِيلاوَندِ سُفلَى, ديلوَند, دِيلاوَند, ویلاوند سفلی, Cham Deylāvand-e Soflá, دیلاوند سفلی, بَلِين) är en ort i Iran.   Den ligger i provinsen Lorestan, i den västra delen av landet, 500 km sydväst om huvudstaden Teheran. Deylāvand-e Soflá ligger 915 meter över havet och antalet invånare är 137.
Terrängen runt Deylāvand-e Soflá är kuperad söderut, men norrut är den platt. Runt Deylāvand-e Soflá är det ganska tätbefolkat, med 52 invånare per kvadratkilometer. Närmaste större samhälle är Shāhzādeh Moḩammad, 4,9 km öster om Deylāvand-e Soflá. Omgivningarna runt Deylāvand-e Soflá är i huvudsak ett öppet busklandskap.